# 稻城垂头菊
稻城垂头菊（学名：Cremanthodium daochengense）是菊科垂头菊属的植物，为中国的特有植物。分布在中国大陆的四川等地，生长于海拔4,700米至5,400米的地区，常生于河边、高山沼泽以及高山草甸，目前尚未由人工引种栽培。